# Llista d'espècies de tomísids (A-H)
Llista d'espècies de tomísids, per ordre alfabètic de la lletra A a la H, amb totes les espècies descrites fins al 28 de novembre de 2006.
- Per a les llistes d'espècies amb les altres lletres de l'alfabet, aneu a l'article principal, Llista d'espècies de tomísids.
- Per a la llista completa de tots els gèneres vegeu l'article Llista de gèneres de tomísids.

## Gèneres i espècies

### Acentroscelus
Acentroscelus Simon, 1886
- Acentroscelus albipes Simon, 1886 (Brasil)
- Acentroscelus gallinii Mello-Leitão, 1943 (Argentina)
- Acentroscelus granulosus Mello-Leitão, 1929 (Brasil)
- Acentroscelus guianensis (Taczanowski, 1872) (Perú, Guaiana Francesa)
- Acentroscelus muricatus Mello-Leitão, 1947 (Brasil)
- Acentroscelus nigrianus Mello-Leitão, 1929 (Brasil)
- Acentroscelus Perúvianus (Keyserling, 1880) (Perú)
- Acentroscelus ramboi Mello-Leitão, 1943 (Brasil)
- Acentroscelus secundus Mello-Leitão, 1929 (Brasil)
- Acentroscelus singularis (Mello-Leitão, 1940) (Guyana)
- Acentroscelus versicolor Soares, 1942 (Brasil)

### Acracanthostoma
Acracanthostoma Mello-Leitão, 1917
- Acracanthostoma bicornutum Mello-Leitão, 1917 (Brasil)
- Acracanthostoma nigritarse Caporiacco, 1947 (Guyana)

### Alcimochthes
Alcimochthes Simon, 1885
- Alcimochthes limbatus Simon, 1885 (Xina, Vietnam, Singapur, Taiwan, Japó)
- Alcimochthes melanophthalmus Simon, 1903 (Vietnam)

### Amyciaea
Amyciaea Simon, 1885
- Amyciaea albomaculata (O. P.-Cambridge, 1874) (Austràlia, Nova Guinea)
- Amyciaea forticeps (O. P.-Cambridge, 1873) (Índia, Xina fins a Malàisia)
- Amyciaea hesperia Simon, 1895 (Sierra Leone, Costa d'Ivori)
- Amyciaea lineatipes O. P.-Cambridge, 1901 (Singapur, Sumatra)
- Amyciaea orientalis Simon, 1909 (Vietnam)

### Angaeus
Angaeus Thorell, 1881
- Angaeus comatulus Simon, 1909 (Vietnam)
- Angaeus lenticulosus Simon, 1903 (Vietnam)
- Angaeus leucomenus (Thorell, 1895) (Myanmar, Vietnam)
- Angaeus pentagonalis Pocock, 1901 (Índia, Illes Andaman)
- Angaeus pudicus Thorell, 1881 (Moluques, Ceram)
- Angaeus rhombifer Thorell, 1890 (Malàisia, Sumatra)

### Ansiea
Ansiea Lehtinen, 2005
- Ansiea buettikeri (Dippenaar-Schoeman, 1989) (Saudi Arabia)
- Ansiea tuckeri (Lessert, 1919) (Àfrica)
  - Ansiea tuckeri thomensis (Bacelar, 1958) (Sao Tomé)

### Aphantochilus
Aphantochilus O. P.-Cambridge, 1870
- Aphantochilus cambridgei Canals, 1933 (Argentina)
- Aphantochilus inermipes Simon, 1929 (Brasil)
- Aphantochilus rogersi O. P.-Cambridge, 1870 (Panamà fins a Paraguai)

### Apyretina
Apyretina Strand, 1929
- Apyretina catenulata (Simon, 1903) (Madagascar)
- Apyretina nigra (Simon, 1903) (Madagascar)
- Apyretina pentagona (Simon, 1895) (Madagascar)
- Apyretina quinquenotata (Simon, 1903) (Madagascar)
- Apyretina tessera (Simon, 1903) (Madagascar)

### Ascurisoma
Ascurisoma Strand, 1928
- Ascurisoma striatipes (Simon, 1897) (Àfrica Occidental, Sri Lanka)

### Avelis
Avelis Simon, 1895
- Avelis hystriculus Simon, 1895 (Sud-àfrica)

### Bassaniana
Bassaniana Strand, 1928
- Bassaniana decorata (Karsch, 1879) (Rússia, Xina, Corea, Japó)
- Bassaniana floridana (Banks, 1896) (EUA)
- Bassaniana ora Seo, 1992 (Corea)
- Bassaniana utahensis (Gertsch, 1932) (EUA, Canadà, Alaska)
- Bassaniana versicolor (Keyserling, 1880) (Amèrica del Nord)

### Bassaniodes
Bassaniodes Pocock, 1903
- Bassaniodes socotrensis Pocock, 1903 (Socotra)

### Boliscodes
Boliscodes Simon, 1909
- Boliscodes amaenulus Simon, 1909 (Vietnam)

### Boliscus
Boliscus Thorell, 1891
- Boliscus decipiens O. P.-Cambridge, 1899 (Sri Lanka)
- Boliscus duricorius (Simon, 1880) (Nova Caledònia)
- Boliscus tuberculatus (Simon, 1886) (Myanmar fins al Japó)

### Bomis
Bomis L. Koch, 1874
- Bomis bengalensis Tikader, 1962 (Índia)
- Bomis calcuttaensis Biswas & Mazumder, 1981 (Índia)
- Bomis khajuriai Tikader, 1980 (Índia)
- Bomis larvata L. Koch, 1874 (Oest d'Austràlia, Queensland)

### Bonapruncinia
Bonapruncinia Benoit, 1977
- Bonapruncinia sanctaehelenae Benoit, 1977 (Santa Helena)

### Borboropactus
Borboropactus Simon, 1884
- Borboropactus asper (O. P.-Cambridge, 1884) (Sri Lanka)
- Borboropactus australis (Lawrence, 1937) (Sud-àfrica)
- Borboropactus bangkongeus Barrion & Litsinger, 1995 (Filipines)
- Borboropactus bituberculatus Simon, 1884 (Moluques, Nova Guinea)
- Borboropactus cinerascens (Doleschall, 1859) (Java, Sumatra, Nova Guinea)
  - Borboropactus cinerascens sumatrae (Strand, 1907) (Sumatra)
- Borboropactus divergens (Hogg, 1914) (Nova Guinea)
- Borboropactus elephantus (Tikader, 1966) (Índia)
- Borboropactus hainanus Song, 1993 (Xina)
- Borboropactus javanicola (Strand, 1913) (Java)
- Borboropactus jiangyong Yin i cols., 2004 (Xina)
- Borboropactus mindoroensis Barrion & Litsinger, 1995 (Filipines)
- Borboropactus noditarsis (Simon, 1903) (Àfrica Occidental)
- Borboropactus silvicola (Lawrence, 1938) (Sud-àfrica)
- Borboropactus squalidus Simon, 1884 (Oest, Àfrica Oriental)
- Borboropactus umaasaeus Barrion & Litsinger, 1995 (Filipines)
- Borboropactus vulcanicus (Doleschall, 1859) (Java)

### Bucranium
Bucranium O. P.-Cambridge, 1881
- Bucranium taurifrons O. P.-Cambridge, 1881 (Veneçuela, Perú, Brasil, Paraguai)

### Camaricus
Camaricus Thorell, 1887
- Camaricus bipunctatus Bastawade, 2002 (Índia)
- Camaricus castaneiceps Berland, 1924 (Nova Caledònia)
- Camaricus cimex (Karsch, 1878) (Àfrica Oriental)
- Camaricus florae Barrion & Litsinger, 1995 (Filipines)
- Camaricus formosus Thorell, 1887 (Índia fins a Sumatra, Xina, Filipines)
- Camaricus hastifer (Percheron, 1833) (Unknown)
- Camaricus khandalaensis Tikader, 1980 (Índia)
- Camaricus maugei (Walckenaer, 1837) (Índia fins a Vietnam, Sumatra, Java, Krakatoa)
- Camaricus mimus (Pavesi, 1895) (Etiòpia, Àfrica Oriental)
- Camaricus nigrotesselatus Simon, 1895 (Central, Est, Sud-àfrica)
  - Camaricus nigrotesselatus lineitarsus Strand, 1907 (Sud-àfrica)
- Camaricus parisukatus Barrion & Litsinger, 1995 (Filipines)
- Camaricus pulchellus Simon, 1903 (Vietnam)
- Camaricus rinkae Biswas & Roy, 2005 (Índia)

### Carcinarachne
Carcinarachne Schmidt, 1956
- Carcinarachne brocki Schmidt, 1956 (Ecuador)

### Cebrenninus
Cebrenninus Simon, 1887
- Cebrenninus annulatus (Thorell, 1890) (Sumatra)
- Cebrenninus laevis (Thorell, 1890) (Sumatra)
- Cebrenninus rugosus Simon, 1887 (Java, Sumatra, Borneo)
- Cebrenninus scabriculus (Thorell, 1890) (Java, Borneo, Sumatra)
  - Cebrenninus scabriculus sulcatus (Thorell, 1890) (Sumatra)

### Ceraarachne
Ceraarachne Keyserling, 1880
- Ceraarachne germaini Simon, 1886 (Brasil)
- Ceraarachne goyannensis Mello-Leitão, 1929 (Brasil)
- Ceraarachne varia Keyserling, 1880 (Colòmbia)

### Cetratus
Cetratus Kulczyn'ski, 1911
- Cetratus annulatus Kulczyn'ski, 1911 (Nova Guinea)

### Coenypha
Coenypha Simon, 1895
- Coenypha edwardsi (Nicolet, 1849) (Xile)
- Coenypha fasciata Mello-Leitão, 1926 (Xile)
- Coenypha fuliginosa (Nicolet, 1849) (Xile)
- Coenypha lucasi (Nicolet, 1849) (Xile)

### Coriarachne
Coriarachne Thorell, 1870
- Coriarachne brunneipes Banks, 1893 (EUA, Canadà, Alaska)
- Coriarachne depressa (C. L. Koch, 1837) (Paleàrtic)
- Coriarachne fulvipes (Karsch, 1879) (Corea, Japó)
- Coriarachne melancholica Simon, 1880 (Xina)
- Coriarachne nigrostriata Simon, 1886 (Vietnam)

### Corynethrix
Corynethrix L. Koch, 1876
- Corynethrix obscura L. Koch, 1876 (Queensland)

### Cozyptila
Cozyptila Lehtinen & Marusik, 2005
- Cozyptila blackwalli (Simon, 1875) (Paleàrtic)
- Cozyptila guseinovorum Marusik & Kovblyuk, 2005 (Turquia, Àsia central, Rússia)
- Cozyptila thaleri Marusik & Kovblyuk, 2005 (Turquia, Ucraïna)

### Cupa
Cupa Strand, 1906
- Cupa gongi Song & Kim, 1992 (Xina)
- Cupa kalawitana Barrion & Litsinger, 1995 (Filipines)
- Cupa typica Bösenberg & Strand, 1906 (Japó)

### Cymbacha
Cymbacha L. Koch, 1874
- Cymbacha cerea L. Koch, 1876 (Queensland)
- Cymbacha festiva L. Koch, 1874 (Queensland, Nova Gal·les del Sud)
- Cymbacha ocellata L. Koch, 1874 (Queensland)
- Cymbacha saucia L. Koch, 1874 (Nova Guinea, Queensland)
- Cymbacha setosa L. Koch, 1874 (Queensland)
- Cymbacha similis L. Koch, 1876 (Nova Gal·les del Sud, Tasmània)
- Cymbacha simplex Simon, 1895 (Sri Lanka)
- Cymbacha striatipes L. Koch, 1876 (Queensland)

### CymbaXina
CymbaXina Bryant, 1933
- CymbaXina albobrunnea (Urquhart, 1893) (Nova Zelanda)

### Cynathea
Cynathea Simon, 1895
- Cynathea bicolor Simon, 1895 (Àfrica Occidental)
- Cynathea mechowi (Karsch, 1881) (Angola)
- Cynathea obliterata Simon, 1895 (Gabon)

### Cyriogonus
Cyriogonus Simon, 1886
- Cyriogonus fuscitarsis Strand, 1908 (Madagascar)
- Cyriogonus lactifer Simon, 1886 (Madagascar)
- Cyriogonus rutenbergi (Karsch, 1881) (Madagascar)
- Cyriogonus simoni Lenz, 1891 (Madagascar)
- Cyriogonus triquetrus Simon, 1886 (Madagascar)
- Cyriogonus vinsoni (Thorell, 1875) (Madagascar)

### Deltoclita
Deltoclita Simon, 1877
- Deltoclita bioculata Mello-Leitão, 1929 (Brasil)
- Deltoclita rubra Mello-Leitão, 1943 (Brasil)
- Deltoclita rubripes (Keyserling, 1880) (Perú, Brasil)

### Demogenes
Demogenes Simon, 1895
- Demogenes andamanensis (Tikader, 1980) (Illes Andaman)
- Demogenes lugens (Thorell, 1881) (Nova Guinea)

### Diaea
Diaea Thorell, 1869
- Diaea adusta (L. Koch, 1867) (Queensland)
- Diaea albicincta Pavesi, 1883 (Congo, Etiòpia, Àfrica Oriental)
- Diaea albolimbata L. Koch, 1875 (Nova Zelanda)
- Diaea ambara (Urquhart, 1885) (Nova Zelanda)
- Diaea bengalensis Biswas & Mazumder, 1981 (Índia)
- Diaea bipunctata Rainbow, 1902 (Noves Hèbrides)
- Diaea blanda L. Koch, 1875 (Austràlia)
- Diaea caecutiens L. Koch, 1876 (Queensland)
- Diaea carangali Barrion & Litsinger, 1995 (Filipines)
- Diaea circumlita L. Koch, 1876 (Queensland, Nova Gal·les del Sud)
- Diaea cruentata (L. Koch, 1874) (Nova Gal·les del Sud, Victòria)
- Diaea decempunctata Kulczyn'ski, 1911 (Nova Guinea)
- Diaea delata Karsch, 1880 (Àfrica Occidental, Angola)
- Diaea dimidiata (L. Koch, 1867) (Queensland)
- Diaea doleschalli Hogg, 1915 (Nova Guinea)
- Diaea dorsata (Fabricius, 1777) (Paleàrtic)
- Diaea ergandros Evans, 1995 (Nova Gal·les del Sud, Victòria, Tasmània)
- Diaea evanida (L. Koch, 1867) (Queensland)
- Diaea expallidata (O. P.-Cambridge, 1885) (Pakistan)
- Diaea giltayi Roewer, 1938 (Nova Guinea)
- Diaea graphica Simon, 1882 (Iemen)
- Diaea gyoja Ono, 1985 (Japó)
- Diaea haematodactyla L. Koch, 1875 (Queensland)
- Diaea implicata Jézéquel, 1966 (Costa d'Ivori)
- Diaea inornata (L. Koch, 1876) (Nova Gal·les del Sud)
- Diaea insecta L. Koch, 1875 (Austràlia)
- Diaea insignis Thorell, 1877 (Sulawesi)
- Diaea jucunda Thorell, 1881 (Queensland)
- Diaea limbata Kulczyn'ski, 1911 (Nova Guinea)
- Diaea livens Simon, 1876 (EUA, Europa central fins a Azerbaijan)
- Diaea longisetosa Roewer, 1961 (Senegal)
- Diaea megagyna Evans, 1995 (Queensland, Nova Gal·les del Sud)
- Diaea mikhailovi Zhang, Song & Zhu, 2004 (Xina)
- Diaea mollis L. Koch, 1875 (Queensland)
- Diaea multimaculata Rainbow, 1904 (Oest d'Austràlia)
- Diaea multopunctata L. Koch, 1874 (Queensland, Nova Gal·les del Sud)
- Diaea mutabilis Kulczyn'ski, 1901 (Etiòpia)
- Diaea nakajimai Ono, 1993 (Madagascar)
- Diaea ocellata Rainbow, 1898 (Nova Guinea)
- Diaea olivacea L. Koch, 1875 (Oest d'Austràlia)
- Diaea papuana Kulczyn'ski, 1911 (Nova Guinea)
- Diaea pilula (L. Koch, 1867) (Austràlia Oriental)
- Diaea placata O. P.-Cambridge, 1899 (Sri Lanka)
- Diaea plumbea L. Koch, 1875 (Nova Gal·les del Sud)
- Diaea pougneti Simon, 1885 (Índia)
- Diaea praetexta (L. Koch, 1865) (Samoa)
- Diaea prasina L. Koch, 1876 (Queensland, Nova Gal·les del Sud)
- Diaea proclivis Simon, 1903 (Equatorial Guinea)
- Diaea pulleinei Rainbow, 1915 (Sud d'Austràlia)
- Diaea puncta Karsch, 1884 (Àfrica)
- Diaea punctata L. Koch, 1875 (Queensland, Nova Gal·les del Sud)
- Diaea punctipes L. Koch, 1875 (Queensland)
- Diaea rohani Fage, 1923 (Angola)
- Diaea rosea L. Koch, 1875 (Nova Gal·les del Sud)
- Diaea rubropunctata Rainbow, 1920 (Illa Lord Howe)
- Diaea rufoannulata Simon, 1880 (Nova Caledònia)
- Diaea semilutea Simon, 1903 (Equatorial Guinea)
- Diaea seminola Gertsch, 1939 (EUA)
- Diaea septempunctata L. Koch, 1874 (Nova Guinea, Tonga)
- Diaea shirleyi Hogg, 1922 (Vietnam)
- Diaea socialis Main, 1988 (Oest d'Austràlia)
- Diaea sphaeroides (Urquhart, 1885) (Nova Zelanda)
- Diaea spinosa Keyserling, 1880 (Colòmbia)
- Diaea sticta Kulczyn'ski, 1911 (Nova Guinea)
- Diaea subdola O. P.-Cambridge, 1885 (Rússia, Índia, Pakistan fins al Japó)
- Diaea suspiciosa O. P.-Cambridge, 1885 (Àsia central, Xina)
- Diaea tadtadtinika Barrion & Litsinger, 1995 (Filipines)
- Diaea taibeli Caporiacco, 1949 (Kenya)
- Diaea tenuis L. Koch, 1875 (Queensland, Nova Gal·les del Sud)
- Diaea terrena Dyal, 1935 (Pakistan)
- Diaea tongatabuensis Strand, 1913 (Polynesia)
- Diaea tristania (Rainbow, 1900) (Nova Gal·les del Sud)
- Diaea tumefacta L. Koch, 1874 (Queensland, Nova Gal·les del Sud)
- Diaea variabilis L. Koch, 1875 (Queensland, Nova Gal·les del Sud)
- Diaea varians Kulczyn'ski, 1911 (Nova Guinea)
- Diaea velata L. Koch, 1876 (Queensland)
- Diaea viridipes Strand, 1909 (Sud-àfrica)
- Diaea xanthogaster (L. Koch, 1875) (Nova Gal·les del Sud)
- Diaea zonura Thorell, 1892 (Java, Sumatra)

### Dietopsa
Dietopsa Strand, 1932
- Dietopsa castaneifrons (Simon, 1895) (Índia)
- Dietopsa parnassia (Simon, 1895) (Índia)

### Dimizonops
Dimizonops Pocock, 1903
- Dimizonops insularis Pocock, 1903 (Socotra)

### Diplotychus
Diplotychus Simon, 1903
- Diplotychus longulus Simon, 1903 (Madagascar)

### Domatha
Domatha Simon, 1895
- Domatha celeris Kulczyn'ski, 1911 (Nova Guinea)
- Domatha vivida Simon, 1895 (Filipines)

### Ebelingia
Ebelingia Lehtinen, 2005
- Ebelingia hubeiensis (Song & Zhao, 1994) (Xina)
- Ebelingia kumadai (Ono, 1985) (Rússia, Xina, Corea, Japó, Okinawa)

### Ebrechtella
Ebrechtella Dahl, 1907
- Ebrechtella concinna (Thorell, 1877) (Pakistan fins a les Filipines, Sulawesi, Nova Guinea)
- Ebrechtella forcipata (Song & Zhu, 1993) (Xina)
- Ebrechtella hongkong (Song, Zhu & Wu, 1997) (Xina)
- Ebrechtella margaritacea (Simon, 1909) (Vietnam)
- Ebrechtella pseudovatia (Schenkel, 1936) (Bhutan, Xina, Taiwan)
- Ebrechtella sufflava (O. P.-Cambridge, 1885) (Pakistan)
- Ebrechtella timida (Thorell, 1887) (Myanmar)
- Ebrechtella tricuspidata (Fabricius, 1775) (Paleàrtic)
  - Ebrechtella tricuspidata concolor (Caporiacco, 1935) (Karakorum)
- Ebrechtella xinjiangensis (Hu & Wu, 1989) (Xina)
- Ebrechtella xinjie (Song, Zhu & Wu, 1997) (Xina)

### Emplesiogonus
Emplesiogonus Simon, 1903
- Emplesiogonus scutulatus Simon, 1903 (Madagascar)
- Emplesiogonus striatus Simon, 1903 (Madagascar)

### Epicadinus
Epicadinus Simon, 1895
- Epicadinus albimaculatus Mello-Leitão, 1929 (Brasil)
- Epicadinus biocellatus Mello-Leitão, 1929 (Brasil)
- Epicadinus gavensis Soares & Soares, 1946 (Brasil)
- Epicadinus helenae Piza, 1936 (Brasil)
- Epicadinus marmoratus Mello-Leitão, 1947 (Brasil)
- Epicadinus polyophthalmus Mello-Leitão, 1929 (Brasil)
- Epicadinus spinipes (Blackwall, 1862) (Brasil)
- Epicadinus trifidus (O. P.-Cambridge, 1893) (Mèxic)
- Epicadinus trispinosus (Taczanowski, 1872) (Perú, Brasil, Guaiana Francesa, Bolívia)
- Epicadinus tuberculatus Petrunkevitch, 1910 (Brasil)
- Epicadinus villosus Mello-Leitão, 1929 (Brasil, Paraguai)

### Epicadus
Epicadus Simon, 1895
- Epicadus granulatus Banks, 1909 (Costa Rica)
- Epicadus heterogaster (Guérin, 1829) (Brasil, Uruguai, Argentina)
  - Epicadus heterogaster scholagriculae Piza, 1933 (Brasil)
- Epicadus nigronotatus Mello-Leitão, 1940 (Brasil)
- Epicadus pallidus Mello-Leitão, 1929 (Brasil)
- Epicadus planus Mello-Leitão, 1932 (Brasil)
- Epicadus rubripes Mello-Leitão, 1924 (Brasil)

### Epidius
Epidius Thorell, 1877
- Epidius binotatus Simon, 1897 (Àfrica Occidental, Congo)
  - Epidius binotatus guineensis Millot, 1942 (Guinea)
- Epidius brevipalpus Simon, 1903 (Vietnam)
- Epidius denisi Lessert, 1943 (Congo)
- Epidius longipalpis Thorell, 1877 (Índia, Sri Lanka, Java, Sumatra, Ceram, Sulawesi)
- Epidius lyriger Simon, 1897 (Filipines)
- Epidius pallidus (Thorell, 1890) (Sumatra)
- Epidius parvati Benjamin, 2000 (Sri Lanka)
- Epidius rubropictus Simon, 1909 (Vietnam)

### Erissoides
Erissoides Mello-Leitão, 1929
- Erissoides argentinus Mello-Leitão, 1931 (Argentina)
- Erissoides striatus Mello-Leitão, 1929 (Brasil)
- Erissoides vittatus Mello-Leitão, 1949 (Brasil)

### Erissus
Erissus Simon, 1895
- Erissus angulosus Simon, 1895 (Brasil)
- Erissus bateae Soares, 1941 (Brasil)
- Erissus bilineatus Mello-Leitão, 1929 (Brasil)
- Erissus fuscus Simon, 1929 (Perú, Brasil)
- Erissus mirabilis (Soares, 1942) (Brasil)
- Erissus roseus Mello-Leitão, 1943 (Brasil)
- Erissus sanctaeleopoldinae (Soares & Soares, 1946) (Brasil)
- Erissus spinosissimus Mello-Leitão, 1929 (Brasil)
- Erissus truncatifrons Simon, 1895 (Veneçuela, Brasil)
- Erissus validus Simon, 1895 (Perú, Brasil)

### Felsina
Felsina Simon, 1895
- Felsina granulum Simon, 1895 (Àfrica Occidental)

### Firmicus
Firmicus Simon, 1895
- Firmicus abnormis (Lessert, 1923) (Sud-àfrica)
- Firmicus arushae Caporiacco, 1947 (Àfrica Oriental)
- Firmicus aurantipes Jézéquel, 1966 (Costa d'Ivori)
- Firmicus biguttatus Caporiacco, 1940 (Etiòpia)
- Firmicus bimaculatus (Simon, 1886) (Madagascar)
- Firmicus bipunctatus Caporiacco, 1941 (Etiòpia)
- Firmicus bivittatus Simon, 1895 (Espanya, França, Algèria)
- Firmicus bragantinus (Brito Capello, 1866) (Àfrica Occidental, Congo, Angola, Sudan)
- Firmicus campestratus Simon, 1907 (Àfrica Occidental, Congo)
  - Firmicus campestratus faradjensis (Lessert, 1928) (Congo)
  - Firmicus campestratus ogoueensis Simon, 1907 (Congo)
- Firmicus dewitzi Simon, 1899 (Egipte, Israel)
- Firmicus duriusculus Simon, 1903 (Vietnam)
- Firmicus haywoodae Jézéquel, 1964 (Costa d'Ivori)
- Firmicus insularis (Blackwall, 1877) (Seychelles)
- Firmicus lentiginosus (Simon, 1886) (Àfrica)
- Firmicus paecilipes Caporiacco, 1940 (Etiòpia)
- Firmicus strandi Caporiacco, 1947 (Àfrica Oriental)
- Firmicus werneri Simon, 1906 (Uganda)

### Geraesta
Geraesta Simon, 1889
- Geraesta bilobata Simon, 1897 (Madagascar)
- Geraesta hirta Simon, 1889 (Madagascar)

### Gnoerichia
Gnoerichia Dahl, 1907
- Gnoerichia buettneri Dahl, 1907 (Camerun)

### Haedanula
Haedanula Caporiacco, 1941
- Haedanula subinermis Caporiacco, 1941 (Etiòpia)

### Haplotmarus
Haplotmarus Simon, 1909
- Haplotmarus plumatilis Simon, 1909 (Vietnam)

### Hedana
Hedana L. Koch, 1874
- Hedana bonneti Chrysanthus, 1964 (Nova Guinea)
- Hedana gracilis L. Koch, 1874 (Nova Gal·les del Sud)
- Hedana maculosa Hogg, 1896 (Central Austràlia)
- Hedana morgani (Simon, 1885) (Malàisia)
- Hedana ocellata Thorell, 1890 (Myanmar, Sumatra, Java)
- Hedana octoperlata Simon, 1895 (Veneçuela)
- Hedana pallida L. Koch, 1876 (Tonga)
- Hedana perspicax Thorell, 1890 (Myanmar, Sumatra, Java)
- Hedana subtilis L. Koch, 1874 (Tonga)
- Hedana valida L. Koch, 1875 (Austràlia)

### Henriksenia
Henriksenia Lehtinen, 2005
- Henriksenia hilaris (Thorell, 1877) (Índia fins a les Filipines, Sulawesi, Nova Guinea)
- Henriksenia thienemanni (Reimoser, 1931) (Sumatra)

### Herbessus
Herbessus Simon, 1903
- Herbessus decorsei Simon, 1903 (Madagascar)

### Heriaesynaema
Heriaesynaema Caporiacco, 1939
- Heriaesynaema flavipes Caporiacco, 1939 (Etiòpia)

### Heriaeus
Heriaeus Simon, 1875
- Heriaeus algericus Loerbroks, 1983 (Algèria)
- Heriaeus buffoni (Audouin, 1826) (Àfrica del Nord, Israel)
- Heriaeus buffonopsis Loerbroks, 1983 (Àsia central)
- Heriaeus capillatus Utochkin, 1985 (Kazakhstan)
- Heriaeus charitonovi Utochkin, 1985 (Àsia central)
- Heriaeus crassispinus Lawrence, 1942 (Sud-àfrica)
- Heriaeus delticus Utochkin, 1985 (Rússia)
- Heriaeus fedotovi Charitonov, 1946 (Àsia central)
- Heriaeus fimbriatus Lawrence, 1942 (Sud-àfrica)
- Heriaeus graminicola (Doleschall, 1852) (Europa fins a l'Àsia central)
- Heriaeus hirtus (Latreille, 1819) (Europa fins a Geòrgia)
- Heriaeus horridus Tyschchenko, 1965 (Rússia, Àsia central, Índia)
- Heriaeus latifrons Lessert, 1919 (Àfrica Oriental)
- Heriaeus maurusius Loerbroks, 1983 (Marroc)
- Heriaeus melloteei Simon, 1886 (Paleàrtic)
- Heriaeus numidicus Loerbroks, 1983 (Marroc, Algèria)
- Heriaeus orientalis Simon, 1918 (Grècia, Turquia, Ucraïna)
- Heriaeus pilosus Nosek, 1905 (Turquia)
- Heriaeus setiger (O. P.-Cambridge, 1872) (Paleàrtic)
- Heriaeus simoni Kulczyn'ski, 1903 (Paleàrtic)
- Heriaeus spinipalpus Loerbroks, 1983 (Mediterrani Oriental)
- Heriaeus transvaalicus Simon, 1895 (Sud-àfrica)

### Heterogriffus
Heterogriffus Platnick, 1976
- Heterogriffus berlandi (Lessert, 1938) (Congo, Uganda, Angola)

### Hewittia
Hewittia Lessert, 1928
- Hewittia gracilis Lessert, 1928 (Congo)

### Hexommulocymus
Hexommulocymus Caporiacco, 1955
- Hexommulocymus kolosvaryi Caporiacco, 1955 (Veneçuela)

### Holopelus
Holopelus Simon, 1886
- Holopelus albibarbis Simon, 1895 (Sud-àfrica, Bioko)
- Holopelus almiae Dippenaar-Schoeman, 1986 (Sud-àfrica)
- Holopelus bufoninus Simon, 1886 (Sumatra)
- Holopelus crassiceps (Strand, 1913) (Central Àfrica)
- Holopelus irroratus (Thorell, 1899) (Camerun)
- Holopelus malati Simon, 1895 (Índia)
- Holopelus piger O. P.-Cambridge, 1899 (Sri Lanka)